# Halticotoma nicholi
Halticotoma nicholi är en insektsart som beskrevs av Knight 1928. Halticotoma nicholi ingår i släktet Halticotoma och familjen ängsskinnbaggar.

## Underarter
Arten delas in i följande underarter:
- H. n. nicholi
- H. n. fulvicollis